# Fricchettone

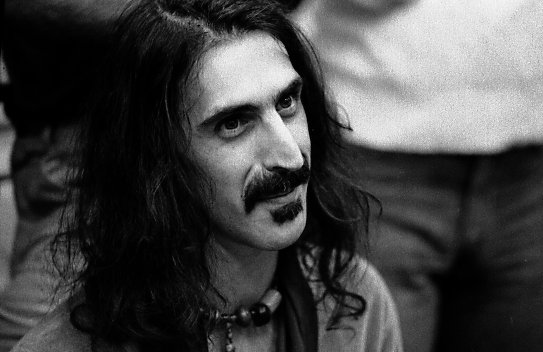
Il compositore Frank Zappa viene citato come un classico esempio di fricchettone.

Il fricchettone (dall'inglese freak, traducibile dalla lingua inglese in "strambo" o "spostato") è generalmente un soggetto anticonformista, stravagante o contestatore.

## Storia
La scena freak statunitense emerse all'apice dell'epoca hippie dei primi anni sessanta nella città di Los Angeles per poi diffondersi nel resto degli USA. Tra i primi fricchettoni veri e propri vi è Vito Paulekas, artista che anni addietro aveva vinto alcune maratone di danza il quale aprì con sua moglie Szou (nome d'arte di Sueanne C. Shaffer) una boutique alternativa all'angolo tra Laurel Avenue e Beverly Boulevard a Hollywood, vicino a Laurel Canyon. Paulekas e un suo socio di nome Carl Franzoni (anche noto come "Captain Fuck") facevano parlare di sé per il loro appetito sessuale sfrenato e il comportamento anti-convenzionale. A partire dal 1963, i fricchettoni avevano come principale luogo di riferimento il tratto stradale di Sunset Strip, a West Hollywood, nota per i suoi nightclub alternativi.

## Caratteristiche

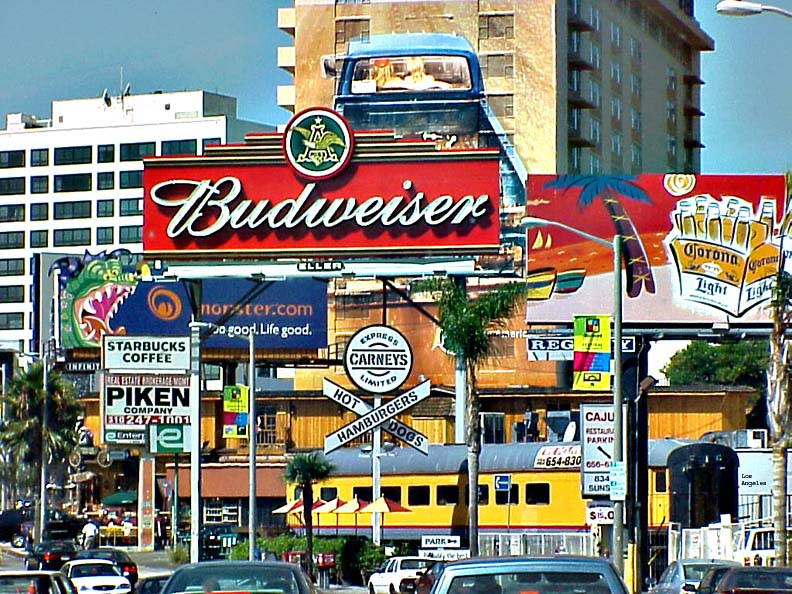
Sunset Strip

Storicamente, il termine "fricchettone" indica l'appartenente a un fenomeno di costume giovanile diffusosi negli anni sessanta e settanta dalla città di Los Angeles, nato per contestare il materialismo e la cosiddetta "american way of life" del periodo. I fricchettoni adottavano solitamente un atteggiamento provocatorio nei confronti della società indossando abiti eccentrici, consumando droghe leggere, vivendo alla giornata e disprezzando il denaro. Tuttavia, come sottolinea Frank Zappa, pur contestando diversi aspetti dell'establishment, i freak si svincolarono da ogni tendenza politica dominante, preferendo seguire un'identità di pensiero che non fosse di destra o sinistra e non prendendo parte ai movimenti sociali dell'epoca.
Scrive Zappa «In termini personali, quello di impazzire (in inglese freaking out) è un processo nel corso del quale un individuo abbandona standard di pensiero, abbigliamento ed etichetta sociale antiquati e ristretti per esprimere creativamente il suo rapporto con il suo ambiente e la struttura sociale nel suo insieme».
Carl Gottlieb scrisse che i fricchettoni erano una «famiglia immersa nell'acido di coabitanti col cervello danneggiato». Barry Miles riporta che «vivevano una vita semi-comunale. Ogni volta che potevano, partecipavano a orge e si lanciavano in balli imprevedibili». Frank Zappa, che contribuì a diffondere il fenomeno, dichiarò che "quando li vedevi arrivare (i fricchettoni) poteva capitare di tutto perché ballavano in un modo che nessuno aveva mai visto prima, urlavano a volte accasciandosi a terra e facendo stranezze di tutti i tipi. Erano vestiti in modo incredibile e riuscivano a dar vita a tutto ciò che stava succedendo."

### Nella musica
I fricchettoni si sono anche distinti in ambito musicale, proponendo una musica che miscela fra loro stili quali il free jazz, il blues, il folk e il country. Fra gli artisti freak si contano, oltre al sopracitato Frank Zappa, Captain Beefheart, Tim Buckley, Arthur Lee, David Crosby e le GTOs. Zappa e la sua band di supporto The Mothers of Invention divennero i più celebri esponenti losangelini della cultura freak. Nel corso dei loro primi concerti, i Mothers of Invention invitavano i partecipanti a "dare di matto" (dall'inglese freak out) ballando in maniera insolita, facendo cose imprevedibili e lasciando che un membro del gruppo spruzzasse su di loro della panna montata. I Mothers of Inventions celebravano l'identità dello "spostato", in inglese freak: un concetto che veniva un tempo usato per definire i fenomeni da baraccone. Zappa dichiarò che «(i fenomeni da baraccone) erano barbuti, grossolani e sudici, a di poco osceni, loro... erano dei mostri. E dovevano esserlo. Stavano giocando di nuovo allo stesso vecchio gioco, un épater la bourgeoisie, ma questa volta non si chiamava Dada o Esistenzialismo o Beat, era Freak-Out.» L'approccio insolito e alternativo di quei concerti esercitò una certa influenza su altre band delle future generazioni.